# Свод законов Ирландии
Свод законов Ирландии (англ. Irish Statute Book, букв. «Статутная книга Ирландии»), также известный под аббревиатурой eISB (англ. electronic Irish Statute Book — «электронный свод законов Ирландии») — база данных, содержащая тексты законов Республики Ирландия. Управляется офисом генерального прокурора Ирландии.
В базу данных входят электронные варианты всех законодательных актов Парламента Ирландии, начиная с 1922 года (официальные варианты всех законов, принятых Парламентом, издаются в печатном виде), и нормативные правовые акты Республики Ирландия, разделённые на два хронологических периода —  с 1922 по 1947 годы и с 1948 года по настоящее время. Также в базу данных включены некоторые нормативные акты, изданные на территории Ирландии ещё до 1922 года (до провозглашения независимости Ирландии). Помимо этого, на сайте есть раздел со ссылками на внешние источники.
Все документы, относящиеся к Своду законов Ирландии, публикуются в цифровом виде на официальном сайте irishstatutebook.ie. В прошлом Свод законов Ирландии был выпущен на диске формата CD-ROM, однако, согласно журналу Irish Law Times, на этом диске содержалось множество ошибок.